# Delian Society
 (décembre 2022).
Si vous disposez d'ouvrages ou d'articles de référence ou si vous connaissez des sites web de qualité traitant du thème abordé ici, merci de compléter l'article en donnant les références utiles à sa vérifiabilité et en les liant à la section « Notes et références ».

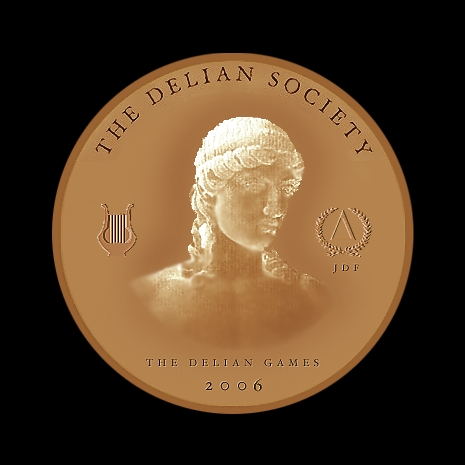
Insigne de la Delian Society.

La Delian Society, ou Société délienne, est une communauté internationale de compositeurs, d'interprètes, de chercheurs, de techniciens en enregistrement, d'éditeurs de musique et d'amateurs. Fondée en janvier 2004 par le compositeur américain Joseph Dillon Ford (en) (1952-2017), elle se consacre à la revitalisation des grandes traditions tonales de l'art de la musique. 
La Société est extrêmement diversifiée et invite tous ceux qui, autour du monde, partagent ses buts et son idéal artistique.
La Société tire son nom de l'île grecque de Délos, lieu de naissance mythique d'Apollon, dieu de la musique et de la lumière.